# Peremyšl'
Peremyšl' (in russo Перемышль?) è un villaggio della Russia europea, nell'oblast' di Kaluga; è il centro amministrativo del distretto Peremyšl'skij.
Si trova a poca distanza dalla riva sinistra del fiume Oka, circa 30 km a sud di Kaluga.